# 上田上村
上田上村（かみたなかみむら）は、滋賀県栗太郡にあった村。概ね現在の大津市上田上各町と青山、松が丘にあたる。

## 地理
- 山岳：牟礼山、鶏冠山
- 河川：大戸川、宮川、萱尾川

## 歴史
- 1889年（明治22年）4月1日 - 町村制の施行により、牧村・平野村・中野村・芝原村・堂村・新免村・桐生村・大鳥居村の区域をもって発足。
- 1955年（昭和30年）4月1日 - 瀬田町と合併し、改めて瀬田町が発足。同日上田上村廃止。

## 交通

### 道路
現在は旧村域に新名神高速道路の草津田上インターチェンジの敷地の一部が所在するが、当時は未開通。